# Scopula chydaea
Scopula chydaea là một loài bướm đêm trong họ Geometridae.